# Алтлај
Алтлај (њем. Altlay) општина је у њемачкој савезној држави Рајна-Палатинат. Једно је од 92 општинска средишта округа Кохем-Цел. Према процјени из 2010. у општини је живјело 482 становника. Посједује регионалну шифру (AGS) 7135003.

## Географија
Алтлај се налази у савезној држави Рајна-Палатинат у округу Кохем-Цел. Општина се налази на надморској висини од 300 метара. Површина општине износи 5,8 km².

## Становништво
У самом мјесту је, према процјени из 2010. године, живјело 482 становника. Просјечна густина становништва износи 84 становника/km².